# Francisco Franco (médico)

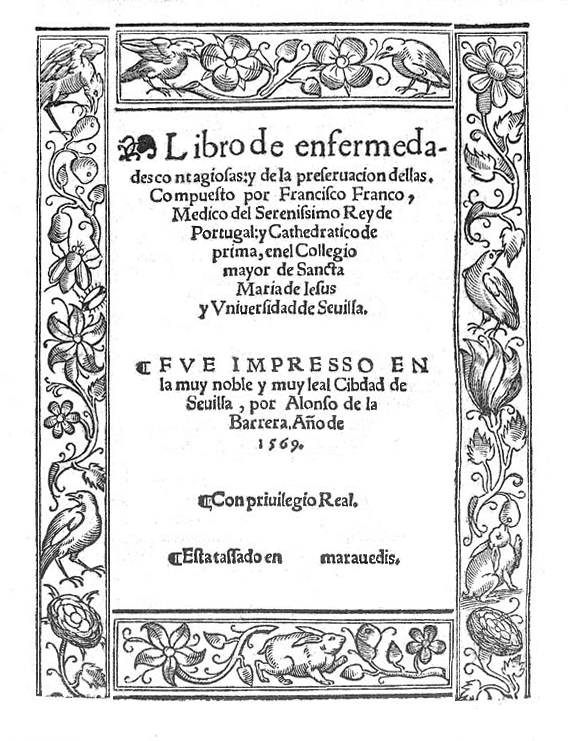
Portada del "Libro de enfermedades contagiosas" (1569).

Francisco Franco (Játiva, c. 1515 – Sevilla, ¿?) fue un médico español, higienista y catedrático en Alcalá y Sevilla. Médico de cámara de Juan III de Portugal.

## Biografía
Tras graduarse de bachiller en la universidad de Valencia, estudió medicina en la de Universidad de Alcalá, donde se licenció en Medicina en 1543, doctorándose en diciembre de ese mismo año; fue catedrático de vísperas al menos entre 1543 y 1545. Entre 1549 y 1555 residió en Portugal, donde ejerció como profesor en la universidad de Coímbra. Fue médico de cámara de Juan III de Portugal. Después de viajar por Europa fue nombrado catedrático de Prima en la Universidad de Sevilla en 1560. Vivió en esta ciudad hasta su muerte, ocurrida en fecha incierta después de 1569.

## Obras
Se conocen dos obras de Francisco Franco, ambas publicadas en Sevilla en 1569 por Alonso de la Barrera:
- Tractado de la nieve y del uso della.[2] [3]Opúsculo de treinta páginas donde explica las distintas formas de utilizar la nieve para enfriar las bebidas, y la conveniencia del consumo de bebidas frías desde el punto de vista dietético. Éste fue el primer tratado europeo sobre el tema, que más tarde tratarían también Nicolás Monardes y Francisco Micó.

- Libro de enfermedades contagiosas y de la preseruación dellas.[4] Donde da una serie de recomendaciones para el diagnóstico, tratamiento y prevención de la «pestilencia», nombre con el que se refiere genéricamente a toda clase de enfermedades contagiosas; también trata de la utilización de minerales y de diversas plantas (supuestamente) medicinales, de los antídotos contra mordeduras de animales venenosos, de las propiedades terapéuticas del pan, la carne, el pescado, el vino y la cerveza, de la conveniencia de las sangrías y de la preparación de medicamentos.

Entre las fuentes utilizadas por Franco en la redacción del libro menciona, y a veces cuestiona, a Galeno, Hipócrates, Aristóteles, Dioscórides, Alberto Magno, Averroes, Avicena. La antigüedad del documento hace que algunas de sus afirmaciones sean anacrónicas o infundadas; así alaba las cualidades del unicornio:
«no ay dubda sino que los polvos deste cuerno, o la limadura dél, así para preservar como para curar la pestilencia sean provechosos...».
O en el capítulo sobre la carne: 
«si comiere una pierna de carnero, o espalda, o cuarto de cabrito, siempre coma el derecho antes que el yzquierdo. Esto en todo tiempo se ha de hazer, y guardar este aviso: y con mucho más cuidado en tiempo que ay algún temor de contagio».
A pesar de la escasa validez científica que desde la perspectiva de la medicina moderna pudieran tener algunas de las afirmaciones de Francisco Franco, el Libro de enfermedades contagiosas es un valioso documento, muestra de los conocimientos médicos del siglo XVI y de la enseñanza que en materia de medicina había en la época.